# Saurmag I.
Saurmag I. (georgisch საურმაგი); war der zweite König von Iberien. Er regierte das Land von 234–159 v. Chr. als Nachfolger seines Vaters Parnawas I.

## Name
Der Name Saurmag leitet sich vom iranoiden Sauro-m (ates) und dem Diminutivsuffix -aka ab. Eine Namensalternative rührt von der Überlieferung eines Briefes von Ammianus Marcellinus her, in dem dieser einen späteren König als Sauromaces II. bezeichnet.

## Leben
Kurz nach seinem Amtsantritt musste er mit einer Revolte der Erist'avis (Vorsteher von Verwaltungsdistrikten) umgehen. Diese zwangen die Herrscherfamilie ins Exil zu gehen, wobei jene bei der Bevölkerung der Durdzuki Schutz fand. Mit Hilfe der Aznauri, Ovsi (Osseten) und Durdsuken (die heutigen Tschetschenen und Inguschen) konnte der Aufstand jedoch niedergeschlagen werden, indem Saurmag I. mit seinen Anhängern K'art'li zurückeroberte und die gegnerische Partei bis auf Begnadigungen Einiger auslöschte und die Familien sozial erniedrigte. Aus seinen Unterstützern sowie anderen Gruppierungen innerhalb des Reiches bildete er eine neue Elite, um eine loyale Aristokratie neben den Erist'avi zu etablieren. Dennoch wurden nicht alle Erist'avis entmachtet und spätere Herrscher versuchten auch diese wieder näher an sich zu binden.
Die Bautätigkeiten an Armazi, welche von seinem Vater angefangen worden waren und später die Akropolis der Hauptstadt werden sollte, führte er weiter. Dennoch sollten sie erst unter seinem Sohn beendet werden.
Kontakte und Abhängigkeiten zum südlicheren Seleukidenreich bestanden auch unter Saurmag I., möglicherweise mit dem Auftrag die Sicherung der Orontidendynastie im benachbarten Armenien zu gewährleisten, welches im Einfluss der Seleukiden stand. Unter der Herrschaft von Saurmag I. lebte die Blütezeit des iberischen Reiches weiter fort und die Herrschaft konsolidierte sich, auch mit Hilfe einer aktiven Siedlungspolitik. Iberien umfasste zu dieser Zeit das heutige Ostgeorgien, sowie südwestliche und östliche Gebiete Westgeorgiens. Dieses Gebiet wurde laut historischer Quellen nicht von einer einzigen Ethnie bewohnt, sondern von vielen unterschiedlichen Gruppierungen. Archäologische Quellen können diese verschiedenen Gruppen jedoch nicht fassen. Seit dem 4. und 3. Jhd. v. Chr. sind in der gesamten Gegend weitgehend gleichartige Bestattungsweisen, Keramiken und Siedlungstypen zu beobachten. Unterschiede deuten eher auf eine soziale Stratigraphie hin.
Die Heiratspolitik, bei der sich sein Vater vor allem Richtung Nordkaukasus orientiert hatte, führte Saurmag I. in eine andere Richtung, indem er die Tochter des hohen persischen Beamten von Bardavi (Albanien) ehelichte. Zwar gingen daraus zwei Töchter hervor, welche aber nicht den Thron in Iberien erben konnten. Eine von ihnen heiratete den Perser Mirian Nebrotiani (ein Verwandter der Frau Saurmags), der sein Adoptivsohn wurde, während die andere mit K'uji, dem Erist'avi von Egrisi verheiratet wurde, der bereits eine Tante von Saurmag I. zur Frau bekommen hatte. Mit Saurmag I. etablierte sich die Vererbung des Thrones und der Macht an den jeweiligen Sohn, sichtbar an der Übernahme der Herrschaft durch seinen Adoptivsohn, was in folgenden Jahrhunderten streng eingehalten wurde. Dieses Vorgehen war noch bei Antritt seines Vaters Parnawas I. unüblich, wo Könige wahrscheinlich eingesetzt wurden und die Vollmachten auf mehreren Funktionen verteilt waren.
Daneben führte er den Kult der Aynina/Ainina und Danana/Danina ein, deren Kultstätten entlang der Straße nach Mc'xet'ia gebaut wurden. Diese konnten sich aber wahrscheinlich nicht zu Hauptgöttern aufschwingen. Es wird angenommen, dass es sich dabei um Gestirngottheiten handelt, welche mit hethitisch-kleinasiatischen Gottheiten verbunden sind.